# 이아고 (오셀로)
이아고(Iago)는 윌리엄 셰익스피어의 비극인 오셀로에 등장하는 가상 인물이다.  이아고는 극중의 악역으로 오셀로의 깃발지기이다.  그는 에밀리아의 남편으로 오셀로의 아내인 데스데모나의 하인이 된다. 이아고는 오셀로를 증오하여 그를 살해하려는 음모를 꾸미는데, 오셀로가 그의 아내인 데스데모나가 그의 부하인 미가엘 카시오와 불륜관계임을 알도록 하는 것이었다. 